# Mistrial
Mistrial ist das vierzehnte Solo-Studioalbum des amerikanischen Rockmusikers Lou Reed, das im April 1986 von RCA Records veröffentlicht wurde. Produzenten waren Reed und Fernando Saunders.

## Musikvideos
Im Video zu No Money Down, produziert von Godley & Creme, ist eine animatronische Version von Reed zu sehen, die den Mund passend zum gesungenen Text bewegt. Etwa ab Mitte des Videos ist zu sehen, wie die Hände des Roboters die künstliche Haut des Kopfes und schließlich Teile des Kopfes abreißen. In einem Interview sagte Reed, dass es das erste seiner Musikvideos sei, das einfängt, worum es in einem Song geht.
Im Video zu The Original Wrapper (deutsch: Die Originalverpackung), produziert von Zbigniew Rybczynski, ist Reed mit Hut im Glitzerregen – wahrscheinlich eine Anspielung auf Michael Jackson – singend zu sehen; drei Männer in gelben Schutzanzügen sind in New York City unterwegs und stecken verschiedene Menschen in „Originalverpackungen“ aus Pappe; das Einpacken eines Dackels scheitert dagegen; drei Rollschuhläufer tauchen immer wieder auf; es werden Bilder im Zeitraffer mit solchen in unveränderter Geschwindigkeit kombiniert.

## Titelliste
Alle Titel wurden von Lou Reed geschrieben.
Erste Seite
1. Mistrial – 3:22
2. No Money Down – 3:10
3. Outside – 3:05
4. Don’t Hurt a Woman – 4:01
5. Video Violence – 5:36

Zweite Seite
1. Spit It Out – 3:34
2. The Original Wrapper – 3:38
3. Mama’s Got a Lover – 4:11
4. I Remember You – 2:55
5. Tell It to Your Heart – 5:11

## Rezeption

### Rezensionen
Das Album erhielt gemischte Bewertungen von Musikkritikern.
Robert Christgau  schrieb, dass es Reeds gelungenstes Album seit The Bells und sein schlechtestes seit Rock and Roll Heart sei.
Mark Deming von AllMusic meinte, dass die Entscheidung, bei den meisten Tracks einen Drumcomputer zu verwenden, dem Album ein steifes Gefühl und eine Struktur verleihen würde, die das einfängt, was am Rock der 1980er Jahre am wenigsten gelungen sei; am Wichtigsten sei aber, dass Reed kein erstklassiges Material für ein ganzes Album zur Verfügung hatte.
David Fricke schrieb im Rolling Stone, dass Mistrial vielleicht nicht so unsterblich wie etwa Loaded oder Street Hassle sei, aber es sei alles, was die Zuhörer an Reed für das Hier und Heute brauchten.
Für Progrography meinte Dave Connolly, es sei keine schlechte Platte, aber es wäre Reed auf Autopilot.
In Xsilence war zu lesen, das Album sei für das Jahr 1986 eine Leistung – die meisten früheren Größen der 1960er Jahre hätten es gewählt, um das schlechteste Album ihrer Diskografie zu veröffentlichen, etwa Dylans Knocked Out Loaded, McCartneys Press to Play, Neil Youngs Landing On Water oder Iggy Pops Blah-Blah-Blah.

### Charts und Chartplatzierungen
| ChartsChartplatzierungen       | Höchstplatzierung | Wochen |
| ------------------------------ | ----------------- | ------ |
| Vereinigtes Königreich (OCC)   | 69 (1 Wo.)        | 1      |
| Vereinigte Staaten (Billboard) | 47 (21 Wo.)       | 21     |